# Holcombe (East Devon)
Holcombe – osada w Anglii, w hrabstwie Devon, w dystrykcie East Devon.